# Aphaenogaster poultoni
Aphaenogaster poultoni är en myrart som beskrevs av W. C. Crawley 1922. Aphaenogaster poultoni ingår i släktet Aphaenogaster och familjen myror. Inga underarter finns listade i Catalogue of Life.